# Oliveira do Bairro
Oliveira do Bairro là một huyện thuộc tỉnh Aveiro, Bồ Đào Nha. Huyện này có diện tích 87 km², dân số thời điểm năm 2001 là 21164 người.